# Marigna-sur-Valouse
Marigna-sur-Valouse é uma comuna francesa na região administrativa de Borgonha-Franco-Condado, no departamento de Jura. Estende-se por uma área de 8,35 km². Em 2010 a comuna tinha 117 habitantes (densidade: 14 hab./km²).